# Svalbardposten
Svalbardposten (norw. für Die Svalbard-Post) ist eine norwegische Wochenzeitung, die in Longyearbyen auf der Insel Spitzbergen (norw. Svalbard) erscheint. Sie ist die nördlichste regelmäßig erscheinende Zeitung der Welt.
Die erste Ausgabe erschien im November 1948. Sie ist im Abonnement weltweit zu beziehen (Jahresabonnement Europa: 1260,00 norwegische Kronen; Stand Februar 2016). Nach eigenen Angaben hat Svalbardposten mehr Abonnenten als ihr eigentlicher Einzugsbereich Einwohner hat. Dies ist durch die Bevölkerungsstruktur Spitzbergens zu erklären: Die meisten Bewohner bleiben nur einige Jahre dort, lesen aber auch Jahre später noch die Zeitung mit den überwiegend lokalen Informationen über Spitzbergen.
Seit 1997 betreibt Svalbardposten eine Internetseite, auf der viele Artikel der aktuellen Ausgabe gelesen werden können. Außerdem enthält sie Links zu älteren Ausgaben.
In der Redaktion sind fünf Personen beschäftigt.
Im Mai 2011 wurde Svalbardposten wegen ihres „hohen journalistischen Niveaus“ zur Lokalzeitung des Jahres (årets lokalavis) gekürt. Die Auszeichnung wurde auf einem Treffen der norwegischen Lokalzeitungs-Vereinigung (Landslaget for lokalaviser, LLA) in Oslo vergeben. Der Organisation gehören über hundert norwegische Zeitungen an.